# Richard Colella
Richard Colella (Seattle, Estados Unidos, 14 de diciembre de 1951) es un nadador estadounidense retirado especializado en pruebas de estilo braza, donde consiguió ser medalla de bronce olímpico en 1976 en los 200 metros y campeón del mundo durante el Campeonato Mundial de Natación de 1975 en la prueba de 4x100 metros estilos.

## Carrera deportiva
En los Juegos Olímpicos de Montreal 1976 ganó la medalla de bronce en los 200 metros estilo braza, con un tiempo de 2:19.20 segundos, tras el británico David Wilkie que batió el récord del mundo con 2:15.11 segundos, y su compatriota estadounidense John Hencken.
Y en el Campeonato Mundial de Natación de 1973 celebrado en Belgrado, ganó el bronce en los 400 metros estilos, y dos años después, en el Campeonato Mundial de Natación de 1975 celebrado en Cali, Colombia, ganó oro en relevos de 4x100 metros estilos y plata en 200 metros braza.

## Palmarés internacional
| Juegos Olímpicos               | Juegos Olímpicos      | Juegos Olímpicos  | Juegos Olímpicos |
| Año                            | Lugar                 | Medalla           | Prueba           |
| ------------------------------ | --------------------- | ----------------- | ---------------- |
| 1976                           | Montreal (Canadá)     | Medalla de bronce | 200 m braza      |
| Campeonato Mundial de Natación |                       |                   |                  |
| 1975                           | Cali (Colombia)       | Medalla de plata  | 200 m braza      |
| 1975                           | Cali (Colombia)       | Medalla de oro    | 4x100 m estilos  |
| 1973                           | Belgrado (Yugoslavia) | Medalla de bronce | 400 m estilos    |